# Wagenwiel (symbool)
Het wagenwiel of zonnewiel uit Efeze is een vroegchristelijk symbool. Het wordt ook wel het IX monogram genoemd.
Dit symbool is gemaakt in de vorm van een wagenwiel en werd vaak gebruikt om reizende christenen een veilig adres te tonen.  De spaken van dit wagenwiel of IX monogram zijn gevormd met de eerste twee letters van de naam van Jezus Christus, I (Jezus in het Grieks) en X (Christus in het Grieks). Deze eerste twee letters vormen ook de eerste twee letters van het ichthus symbool. Het toont overeenkomsten met het Christusmonogram of Chi Rho symbool, dat is opgebouwd door een combinatie van een X (Chi) en een P (Rho). Het gebruik van het wiel is echter veel ouder. Het symbool is ook vaak versierd om herkenning te voorkomen. In Efeze zijn tientallen variaties te vinden. Een variatie op de basisvorm is het Maltezer kruis.
Op meerdere plaatsen in de wereld is het wagenwiel terug te vinden, bijvoorbeeld in kerken in Ethiopië. Vanaf het einde van de 3e eeuw n.C. treffen we het wagenwiel of IX monogram op veel vroegchristelijke begraafplaatsen in Europa aan, met name op sarcofagen. Soms werden de stenen met het IX monogram hergebruikt in kerken. Dit zien we in de 11e-eeuwse kapel van la Gayolle in La Celle in Zuid-Frankrijk. Deze kapel is gebouwd aan de voet van het massief van La Loube op de plek van een vroegchristelijk kerkje uit de 6e eeuw.

## Galerie

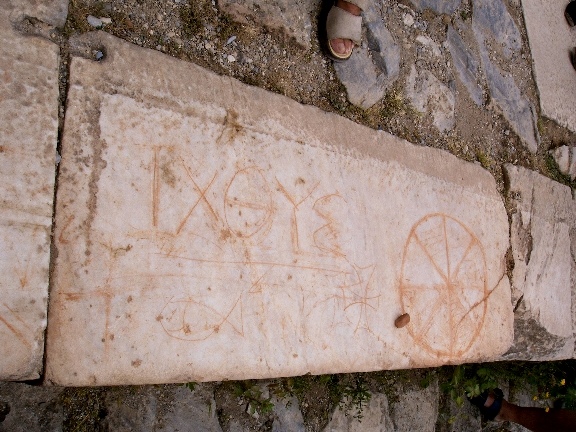
Zonnerad in Efeze (2004)
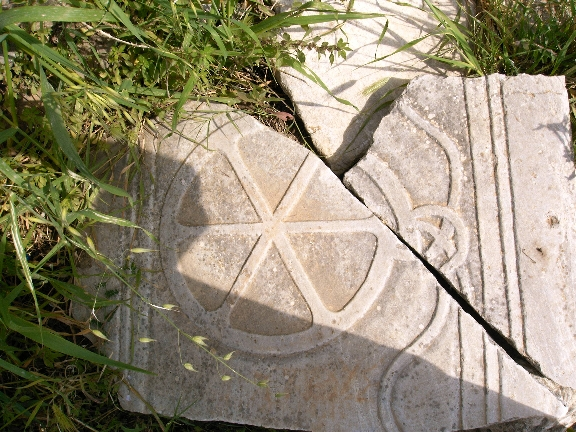
Variant van het zonnerad in Efeze (2004)
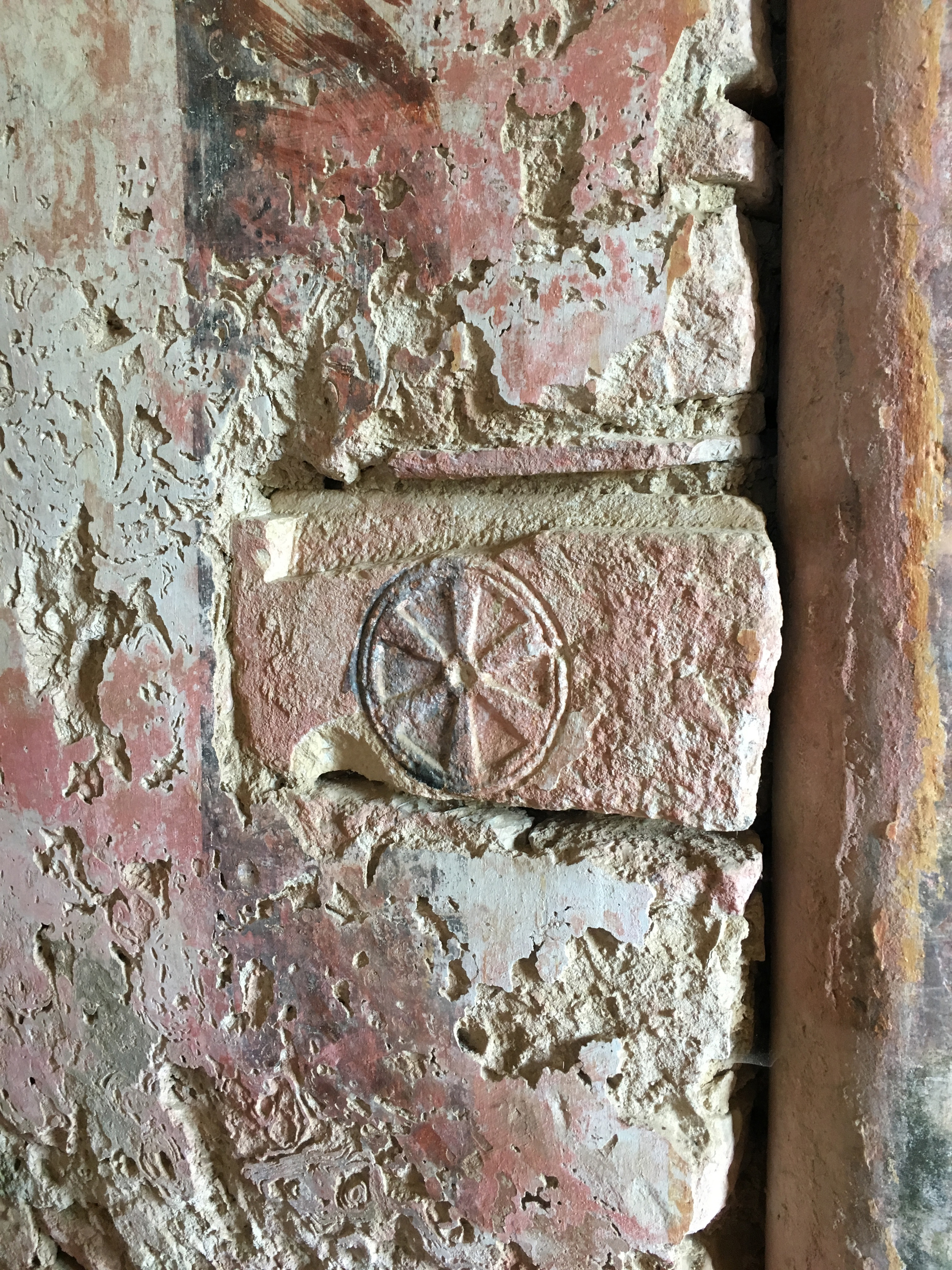
Gallo-Romeinse steen met het vroegchristelijke wagenwiel of IX monogram met zes spaken in een wiel, in de kapel van La Gayolle (La Celle, Var)

Ook in de familiewapens van Europese edelen komt een variant van het zonnewiel voor. Het universele symbool van de Verenigde Naties is ook gedeeltelijk samengesteld met het wiel.
Ook in het wapen van de gemeente Wageningen is een variant terug te vinden. En het gecombineerde wapen van het voormalige waterschap Ede/Wageningen. De in 1877 door Koning Willem III opgerichte Nederlandsche Maatschappij voor Nijverheid en Handel (NMNH) gebruikt een variant in haar logo.